# Juan Manuel Corchado Rodríguez
Juan Manuel Corchado Rodríguez   (Salamanca, 15 de maig de 1971) és un catedràtic de la Universitat de Salamanca especialitzat en intel·ligència artificial i ciberseguretat, rector de la seva universitat des del maig del 2024. És un dels científics més citats del món en el seu àmbit perquè, segons han denunciat diverses publicacions, infla les xifres artificialment amb perfils falsos i exigeix citacions als seus treballadors, unes acusacions refermades per l'informe d'un grup d'experts del juny del 2024.

## Trajectòria
Graduat a la Universitat de Salamanca, es va especialitzar en Ciències de la Computació i Intel·ligència Artificial. Va liderar el Grup Bisite que treballa la intel·ligència artificial, bioinformàtica i tecnologia educativa. També ha estat degà de la Facultat de Ciències de i vicerector d'Investigació i Transferència de la mateixa universitat.
Es va presentar a les eleccions a rector de la Universitat de Salamanca del maig del 2024 com a únic candidat, després de la dimissió per sorpresa del seu predecessor, Ricardo Rivero, el 7 de març. En el moment de la seva elecció el 46 % dels professors permanents que van votar ho van fer en blanc com a rebuig.
Des de diversos sectors i des del mes de març de 2024 s'ha acusat Corchado d'inflar artificialment les citacions a les seves publicacions citant-se a si mateix a través de perfils falsos i d'exigir als seus treballadors que el citin en les seves publicacions, encara que temàticament no tinguin relació.
El juny del 2024 el Comitè Espanyol d'Ètica de la Investigació va instar la Universitat de Salamanca a inspeccionar i sancionar el seu rector. El juliol del 2024 el consell de govern de la universitat va nomenar el catedràtic Salvador Rus Rufino per aclarir els fets, un home pròxim a Corchado.